# Louis Matute
Pour les articles homonymes, voir Matute (homonymie).
Louis Matute, né le 28 décembre 1993 à Sion, est un musicien suisse de jazz et de fusion (guitare, composition).

## Biographie
Louis Matute naît le 28 décembre 1993[réf. nécessaire] à Sion[réf. nécessaire], dans le canton du Valais. Il grandit à Genève.
Son père est originaire du Honduras ; sa mère, d'Allemagne. 
En 2018, le quatuor dont il fait partie[réf. souhaitée] sort son premier album, Telepathy (QFTF), et en 2020, un deuxième , How Great This World Can Be. 
Avec un groupe élargi à un septuor[réf. souhaitée], il enregistre son troisième album Our Folklore (Neuklang 2022). 
Le quatrième album, Small Variations from the Previous Day, est sorti en 2024 chez Neuklang.
Il est inspiré par la musique latino-américaine.

## Enregistrements
- 2024 : Small Variations From The Previous Day[3]
- 2022 : Super Flumina Babylonis
- 2022 : Our Folklore avec son "large ensemble"[4],[5]
- 2020 : How Great This World Can Be

## Liens
- Ressources relatives à la musique :   - Bandcamp
  - Discogs
  - MusicBrainz
- Notices d'autorité :   - VIAF
  - IdRef
  - GND